# Espacios de indeterminación
Los espacios de indeterminación o espacios en blanco de un texto son, según el teórico alemán Wolfgang Iser, vacíos de información que el autor deja para que el lector los complete. Iser afirma que un texto literario, por su misma naturaleza, es indeterminado, y permanece incompleto hasta que un lector llene dichos espacios con sus propias ideas e imaginación. Esto ocurre en el proceso de lectura, donde el lector busca unificar el texto y hacerlo coherente mediante una serie de conjeturas, inferencias, saltos lógicos, y suposiciones, que se modifican constantemente de acuerdo a la compatibilidad del texto con dichas conjeturas. Iser afirma que el grado de indeterminación de un texto va ligado a su grado de complejidad, y que para comprender un texto con un alto número de ‘espacios en blanco’, el lector debe tener la competencia literaria suficiente para llenarlos.